# Passeig Marítim de la Barceloneta
El Passeig Marítim de la Barceloneta és una via pública al costat del mar de Barcelona inclosa a l'Inventari del Patrimoni Arquitectònic de Catalunya.

## Descripció
El Passeig Marítim de Barcelona es va construir a la mateixa rasant del carrer que el barri de la Barceloneta per tal de conservar les vistes al mar i un accés directe a la sorra. A l'extrem de ponent, on enllaça amb el passeig Joan de Borbó, s'aixeca suaument un pla de granit que permet una visió frontal de la façana urbana i de la línia costanera. Hi ha un pas longitudinal de fusta que suavitza la transició entre la platja i el sòl de pedra i que alberga els serveis de platja. L'espai definit per les diverses plataformes de pedra i fusta, emmarcat irregularment per zones d'arbrat, permet crear una bona comunicació entre el mar i la ciutat.
Un segon tram del Passeig Marítim enllaça la Barceloneta amb la zona del Port Olímpic. Un passeig longitudinal sobre l'estructura preexistent és enllaçat, mitjanant diverses escales, amb un nou camí a la sorra que perllonga el passeig baix amb les dues plataformes, una de pedra i una de fusta. Hi ha, a més, un balcó mirador, separat de la via de circulació per una doble filera de palmeres.
Les estratègies urbanístiques partien de diverses idees: la permanència del pla original de la Barceloneta, tot establint una continuïtat entre el barri, la platja, el mar i l'horitzó; la continuïtat del passeig de vora del mar, que enllaça el passeig Joan de Borbó i la plaça del Mar amb l'antic Passeig Marítim; la definició d'un límit urbà amb el traçat de fusta; el reconeixement del pla irregular de la Barceloneta a través de la creació de petites places delimitades per baixadors o rampes d'accés a la platja; la plantació d'arbres típics del clima mediterrani; i la millora del nivell de confort de la platja, amb la instal·lació de quioscos, dutxes i un enllumenat específic amb columnes d'acer inoxidable de 15 metres d'alçada que ressegueixen la línia de la costa.

## Història
Durant la dècada de 1980, la platja de Sant Sebastià havia quedat totalment degradada i marginada. De fet, a principis dels anys 80 l'Ajuntament de Barcelona va encarregar la redacció del Pla Especial de Reforma Interior (PERI) de la Barceloneta -per tal de millorar les condicions de vida d'aquest barri-, i posteriorment la del Pla Especial de Millora Urbana de la Façana Marítima (PEMU) de la Barceloneta, que pretenia ordenar el front marítim. No obstant això, ambdós instruments urbanístics van resultar inoperants i, a més, el Ministeri d'Obres Públiques, tot aplicant la Llei de Costes, havia intervingut en l'enderrocament d'edificis il·legals i en la recuperació del domini de la línia marítimo-terrestre.
No va ser fins a l'any 1995 que no s'inicià la regeneració de la platja de la Barceloneta, amb la urbanització del primer tram del Passeig Marítim, entre la plaça del Mar i el carrer d'Almirall Cervera (la platja de Sant Sebastià), i ràpidament s'integrà en la vida quotidiana del barri de la Barceloneta. Per a la construcció d'aquest nou passeig es van enderrocar diverses instal·lacions de la platja, com bars, guinguetes i clubs esportius. Els arquitectes encarregats del projecte foren Jaume Artigues, Ana Maria Castañeda, Jordi Henrich, Miguel Roig i Olga Tarrasó.